# سقامة (المحويت)

تعديل مصدري - تعديل

سقامة هي إحدى قرى عزلة بلاد غيل بمديرية المحويت التابعة لمحافظة المحويت، بلغ تعداد سكانها 288 نسمة حسب تعداد اليمن لعام 2004.